# Kelly Willie
Kelly Jeromy Willie (* 7. September 1982 in Houston) ist ein US-amerikanischer Sprinter.
2004 wurde er bei den Olympischen Spielen in Athen im Vorlauf der 4-mal-400-Meter-Staffel eingesetzt und trug so zum Goldmedaillengewinn des US-Teams bei, das im Finale in der Besetzung Otis Harris, Derrick Brew, Jeremy Wariner und Darold Williamson siegte.
Bei den Leichtathletik-Hallenweltmeisterschaften 2008 in Valencia gewann er ebenfalls in der 4-mal-400-Meter-Staffel Gold. Die US-Stafette startete im Finale in der Besetzung James Davis, Jamaal Torrance, Greg Nixon und Willie.
Kelly Willie wird von John Smith trainiert und startete in seiner College-Zeit für die Louisiana State University, an der er Kommunikationswissenschaft studierte.

## Persönliche Bestzeiten
- 60 m: 6,66 s, 10. März 2006, Fayetteville
- 100 m: 10,13 s, 11. Juli 2006, Lausanne
- 200 m: 20,24 s, 25. Juni 2006, Indianapolis
  - Halle: 20,46 s, 10. März 2006, Fayetteville
- 400 m: 44,63 s, 11. Juli 2004, Sacramento
  - Halle: 45,41 s, 12. März 2005, Fayetteville